# Calcin

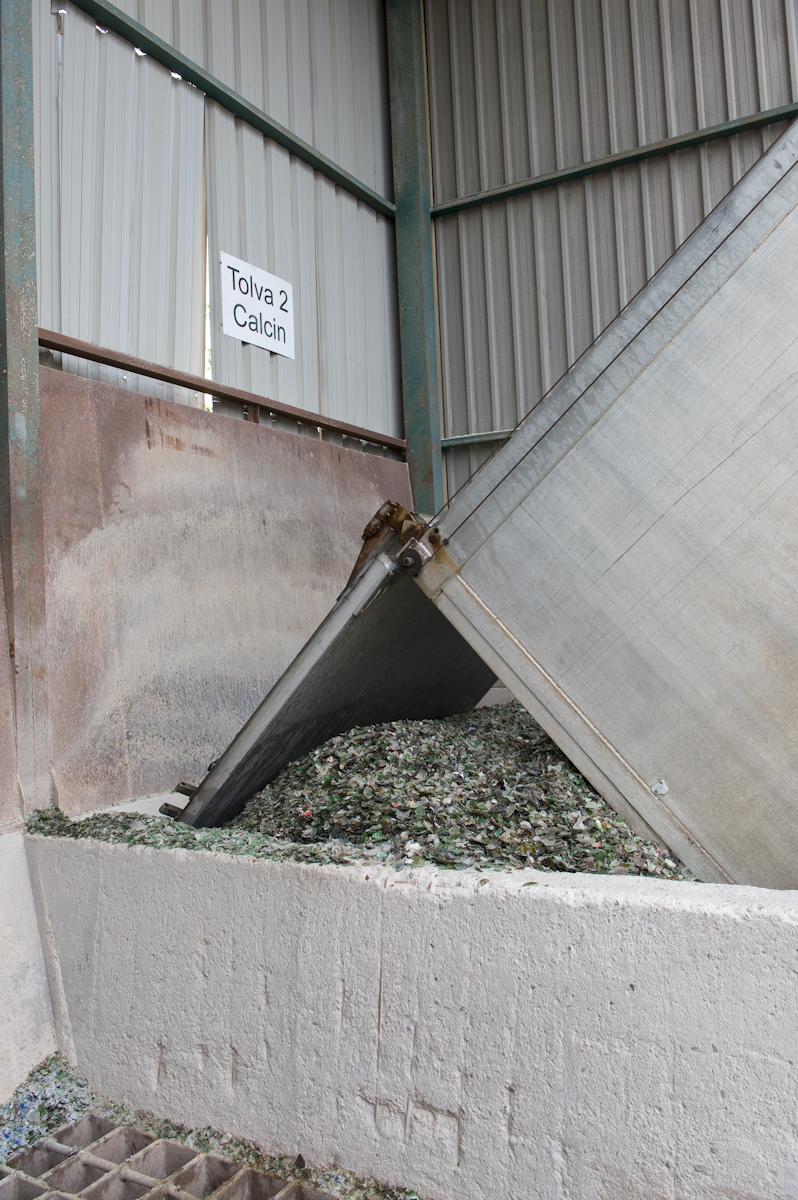
Calcin.

Le calcin est du débris de verre ajouté aux matières premières (sable, carbonate de soude…) mises en œuvre pour fabriquer le verre. Le calcin, parfois appelé groisil, sert à favoriser la vitrification. L'industrie du verre en utilise plusieurs types : le calcin de cave, le calcin de récupération ou calcin ménager (calcin issu du recyclage du verre (en)), le calcin d'usine, le calcin de retour.
On utilise aussi le terme calcin pour désigner :
- le verre finement broyé utilisé dans la fabrication des émaux[1] ;
- la croûte indurée de sels minéraux (carbonates, sulfates[2]) qui se dépose sur les pierres de carrière (notamment de gravière, les carriers y observant la cristallisation en surface du « jus » ou « laitance » originelle de la pierre provenant des solutions interstitielles minérales imprégnant les roches, solutions appelées « eau de carrière ») ou celles de maçonneries exposées aux intempéries (concrétions par évaporation)[3],[4], ou sur les parois de grottes préhistoriques (phénomène de concrétionnement — précipité de carbonate de calcium[5] sous la forme d'efflorescence due à la concentration de solutions aqueuses minéralisées par le gel — qui donne une patine jaunâtre à brunâtre, couleur due à la fixation de pigments dissous, notamment des oxydes de fer issus de la pierre elle-même et pouvant donner une teinte rouille)[6]. « L'épaisseur de cet épiderme renforcé est de l'ordre de quelques dixièmes de millimètres, pour les patines, à quelques millimètres pour le calcin… Des particules argileuses sous jacentes, en feutrage fin, d'origine endogène ou exogène, peuvent également concourir à un aspect lustré[7] ». Le résultat des patines et du calcin sur les pierres est traditionnellement considéré comme un renforcement de leur protection vis-à-vis des agressions extérieures, ces pellicules devant être  conservées dans des environnements sains tant qu'elles conservent leur cohésion. Aussi est-il déconseillé d'éliminer cette couche superficielle des pierres exposées aux intempéries. Mais dans des environnements pollués (milieu urbain, industriel), la protection de ces couches indurées assez imperméables devient inopérante : l'acide sulfureux dissous dans l'eau atmosphérique attaque le carbonate de calcium de cette couche et le transforme en sulfite de calcium qui s'oxyde en sulfate de calcium, formant le sulfin ou « mauvais calcin », croûte sombre superficielle plus dure et plus imperméable que le calcin. Le sulfin réduit la perméabilité à l'eau, ainsi que l'aptitude à l'évaporation car les pores de la roche sont obstrués par le sulfate de calcium, ce qui entraîne la décohésion de plaque à la surface des pierres calcaires exposées aux intempéries, et provoque trois types d'altérations des pierres : la desquamation (formation de plaques, d'écailles d'une épaisseur variable, de quelques dixièmes de millimètre à plusieurs millimètres), désagrégation (formation d'un sable par désintégration granulaire) et alvéolisation (formation d'alvéoles)[8].